# Messe brevi di Johann Sebastian Bach

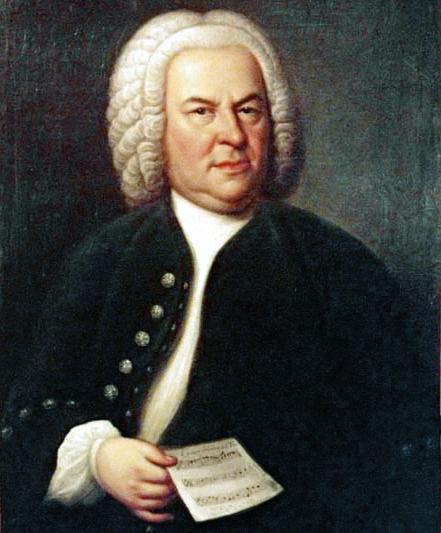
Johann Sebastian Bach.

Le messe brevi BWV 233-236 sono un gruppo di composizioni di Johann Sebastian Bach.

## Storia
La raccolta, conosciuta anche con il nome di messe luterane, è costituita da quattro messe, in fa maggiore, la maggiore, sol minore e sol maggiore, comprendenti solo le sezioni Kyrie eleison e Gloria in excelsis Deo. Questa forma di Missa brevis era usata frequentemente nella liturgia protestante.
L'anno di composizione non è certo, ma è possibile collocarle cronologicamente intorno al 1738-39. Un tempo si credeva che le messe fossero state scritte per il conte Franz Anton von Sporck ed eseguite per lui a Lysá nad Labem, ma tale attribuzione non è sostenuta da fonti.

## Struttura
Ogni messa consta di sei movimenti: il Kyrie è un movimento corale unico in tre sezioni e il Gloria è in cinque movimenti. Il primo e l'ultimo movimento del Gloria sono corali, inframmezzati da arie. La musica è costituita quasi esclusivamente da parodie di cantate. La musica del coro Es wartet alles auf dich  BWV 187, ad esempio, è stato riutilizzata per il movimento finale della messa BWV 235. A volte Bach invertì alcune voci: il quoniam tu solus della stessa messa, ad esempio, è affidato al tenore, mentre nella cantata BWV 187 era un'aria per soprano.
Le quattro messe hanno i seguenti organici orchestrali:
- Messa in fa maggiore BWV 233:[3] soprano, contralto, tenore e basso, coro a quattro voci, corno I e II, oboe I e II, fagotto, violino I e II, viola e basso continuo.
- Messa in la maggiore BWV 234:[4] soprano, contralto, tenore e basso, coro a quattro voci, flauto I e II, violino I e II, viola e basso continuo.
- Messa in sol minore BWV 235:[5] soprano, contralto, tenore e basso, coro a quattro voci, oboe I e II, violino I e II, viola e basso continuo.
- Messa in sol maggiore BWV 236:[6] soprano, contralto, tenore e basso, coro a quattro voci, oboe I e II, violino I e II, viola e basso continuo.

### Messa in fa maggiore BWV 233
| Movimenti | Titolo                                          | Per       | Composizione originaria |
| --------- | ----------------------------------------------- | --------- | --- |
| 1         | Kyrie eleison - Christe eleison - Kyrie eleison | Coro      | Si tratta della seconda versione del Kyrie BWV 233a                                                                                              |
| 2         | Gloria in excelsis                              | Coro      | |
| 3         | Domine Deus                                     | Basso     | Forse basato su parte della perduta cantata Froher Tag, verlangte Stunden BWV Anh. 18                                                            |
| 4         | Qui tollis                                      | Soprano   | Basato sull'aria Weh der Seele, die den Schaden nicht mehr kennt, terzo movimento della cantata Herr, deine Augen sehen nach dem Glauben BWV 102 |
| 5         | Quoniam                                         | Contralto | Basato sull'aria Erschrecke doch, du allzu sichre Seele, quinto movimento della cantata Herr, deine Augen sehen nach dem Glauben BWV 102         |
| 6         | Cum Sancto Spiritu                              | Coro      | Basato sul coro di apertura della cantata Darzu ist erschienen der Sohn Gottes BWV 40                                                            |

### Messa in la maggiore BWV 234
| Movimenti | Titolo                                          | Per       | Composizione originaria |
| --------- | ----------------------------------------------- | --------- | --- |
| 1         | Kyrie eleison - Christe eleison - Kyrie eleison | Coro      | |
| 2         | Gloria in excelsis                              | Coro      | Basato sull'aria Friede sei mit euch, sesto movimento della cantata Halt im Gedächtnis Jesum Christ BWV 67                  |
| 3         | Domine Deus                                     | Basso     | |
| 4         | Qui tollis                                      | Soprano   | Basato sull'aria Liebster Gott, erbarme dich, quinto movimento della cantata Siehe zu, daß deine Gottesfurcht BWV 179       |
| 5         | Quoniam                                         | Contralto | Basato sull'aria Gott ist unser Sonn' und Schild, secondo movimento della cantata Gott der Herr ist Sonn' und Schild BWV 79 |
| 6         | Cum Sancto Spiritu                              | Coro      | Basato sul coro di apertura della cantata Erforsche mich, Gott, und erfahre mein Herz BWV 136                               |

### Messa in sol minore BWV 235
| Movimenti | Titolo                                          | Per       | Composizione originaria                                                                                              |
| --------- | ----------------------------------------------- | --------- | --- |
| 1         | Kyrie eleison - Christe eleison - Kyrie eleison | Coro      | Basato sul coro di apertura della cantata Herr, deine Augen sehen nach dem Glauben BWV 102                           |
| 2         | Gloria in excelsis                              | Coro      | Basato sul coro di apertura della cantata Alles nur nach Gottes Willen BWV 72                                        |
| 3         | Gratias                                         | Basso     | Basato sull'aria Darum sollt ihr nicht sorgen, quarto movimento della cantata Es wartet alles auf dich BWV 187       |
| 4         | Domine Fili                                     | Contralto | Basato sull'aria Du, Herr, du krönst allein das Jahr, terzo movimento della cantata Es wartet alles auf dich BWV 187 |
| 5         | Qui tollis - Quoniam                            | Tenore    | Basato sull'aria Gott versorget alles Leben, quinto movimento della cantata Es wartet alles auf dich BWV 187         |
| 6         | Cum Sancto Spiritu                              | Coro      | Basato sul coro di apertura della cantata Es wartet alles auf dich BWV 187                                           |

### Messa in sol maggiore BWV 236
| Movimenti | Titolo                                          | Per                 | Composizione originaria |
| --------- | ----------------------------------------------- | ------------------- | --- |
| 1         | Kyrie eleison - Christe eleison - Kyrie eleison | Coro                | Basato sul coro di apertura della cantata Siehe zu, daß deine Gottesfurcht BWV 179                                                       |
| 2         | Gloria in excelsis                              | Coro                | Basato sul coro di apertura della cantata Gott der Herr ist Sonn' und Schild BWV 79                                                      |
| 3         | Gratias                                         | Basso               | Basato sull'aria Auf Gott steht meine Zuversicht, quinto movimento della cantata Warum betrübst du dich, mein Herz BWV 138               |
| 4         | Domine Deus                                     | Soprano e contralto | Basato sul duetto Gott, ach Gott, verlaß die Deinen nimmermehr, quinto movimento della cantata Gott der Herr ist Sonn' und Schild BWV 79 |
| 5         | Quoniam                                         | Tenore              | Basato sull'aria Falscher Heuchler Ebenbild, terzo movimento della cantata Siehe zu, daß deine Gottesfurcht BWV 179                      |
| 6         | Cum Sancto Spiritu                              | Coro                | Basato sul coro di apertura della cantata Wer Dank opfert, der preiset mich BWV 17                                                       |

## Discografia
- J.S. Bach: Missae Breves, Hans Grischkat, Schwäbischer Singkreis Stuttgart, Renaissance/Baroque Music Club, inizio anni '50.
- J.S. Bach: Masses, Helmuth Rilling, Gächinger Kantorei, Intercord, 1967.
- J.S. Bach: Missae Breves, Kurt Redel, Philips, 1965-1970.
- Bach: Messen BWV 233-236, Martin Flämig, Dresdner Kreuzchor, Eterna, 1972.
- The Great Choral Masterpieces, Peter Schreier, RIAS Kammerchor, Kammerorchester Carl Philipp Emanuel Bach, Philips, 1991.
- J.S. Bach: Missae Breves BWV 233-236, Patrick Peire, Capella Brugensis, Collegium Instrumentale Brugense, Eufoda, 2000.
- Bach: Lutheran Masses, BWV 233-236, Thomas Folan, Publick Musick, Eufoda, 2005.
- J.S. Bach: Complete Cantatas Vol. 22, Ton Koopman, Amsterdam Baroque Orchestra & Choir, Antoine Marchand, 2005.